# Aldea del Obispo (kommun i Spanien, Extremadura)
Aldea del Obispo är en kommun i Spanien.   Den ligger i provinsen Provincia de Cáceres och regionen Extremadura, i den centrala delen av landet, 210 km väster om huvudstaden Madrid. Antalet invånare är 337.